# Agostino Maria Trucco
Agostino Maria Trucco (Genova, 20 marzo 1865 – Roma, 5 aprile 1940) è stato un economista italiano.
Nel corso della sua vita pubblicò oltre 200 volumi, contenenti elaborazioni della teoria economica detta Hallesismo, da lui fondata.
Man mano che divulgava le proprie teorie, iniziò a raccogliere intorno a sé un piccolo gruppo di discepoli, finché il diffondersi dell'Hallesismo subì una battuta di arresto dovuta allo scoppio della prima guerra mondiale.
Finita la guerra, nel 1918 il primo nucleo di discepoli si ricostituì e man mano si allargò giungendo nel 1922 alla costituzione dell'Unione Hallesista Italiana, che si riuniva nei locali di Palazzo Raggi, nel centro di Roma. Uno dei suoi discepoli fu il lucchese Italo Meschi (1887-1957) chitarrista, poeta, anarchico-pacifista. 
A partire dal 1924 però l'Hallesismo fu represso dal fascismo, con lo scioglimento dell'Unione e la soppressione delle sue pubblicazioni periodiche.
Sottoposti a processo per truffa, Trucco e i suoi presunti complici (ing. Mario Baronci, avv. Giorgio di Domenico e ing. Nicolò Manetti-Cusa) riuscirono a dimostrare la propria innocenza in tutti i gradi di giudizio, fino alla sentenza di appello nel 1928, ma le persecuzioni continuarono con nuove accuse, che sfociarono prima in un'ammonizione (1934) e poi in una nuova assoluzione (1936).
Nel 1937 l'autorità politica tentava una nuova strada, ordinando alla procura del Re di far arrestare Agostino Maria Trucco come demente e di internarlo in manicomio, ma anche questa accusa non resse all'esame medico delle autorità sanitarie, richiesto con insistenza dai suoi discepoli.
Dimesso dal manicomio, ma ormai fiaccato nello spirito, abbandonava la lotta per la diffusione delle proprie teorie e moriva il 5 aprile 1940.
Impressionanti sono le previsioni che A. M. Trucco fece con anni di anticipo, nelle sue pubblicazioni, dell'avverarsi sia della prima che della seconda guerra mondiale.
Ne citiamo una (dal volumetto La paura d'arricchire - vol. III serie D, della biblioteca Hallesint - Soc.an. Hallesint edizioni - anno 1928, pag 48):
"Senza un grande fatto nuovo, capace di creare una nuova mentalità economico-fiscale, fatalmente, ed al più tardi entro il 1938-39, quando la leva ridarà il massimo contingente, scoppierà la grandissima guerra mondiale in gestazione...
Mario Baronci, che riporta questa citazione nel suo volume (Far quattrini - Spunti di sociologia pratica - Coletti editore, Roma 1944), così la commenta: "Mi affretto a rassicurare gli italiani che Agostino Maria Trucco fu regolarmente perseguitato ed è morto povero e dimenticato. Ora le sue dottrine possono essere tranquillamente studiate".

## Dibattiti parlamentari sull'hallesismo
Dell'Hallesismo e del suo fondatore Agostino Maria Trucco si è dibattuto a più riprese anche in Parlamento. Alcuni riferimenti a lavori parlamentari durante i quali è stato citato il nome di Agostino Maria Trucco sono i seguenti:
- Atti Parlamentari - Camera dei deputati - pagina 25465 - Legislatuta II - Seduta dell'8 maggio 1956 (PDF), su legislature.camera.it.
- Atti Parlamentari - Camera dei deputati - pagina 24820 - III Legislatura - Seduta antimeridiana del 13 ottobre 1961 (PDF), su legislature.camera.it.
- Atti Parlamentari - Camera dei deputati - pagina 59488 - VIII Legislatura - Seduta del 28 febbraio 1983 (PDF), su legislature.camera.it.

## Opere (selezione)
- Il governo economico internazionale (la dottrina utilitaria): teorica delle "Hallesint", 3 voll., Milano, Edizioni Hallesint, 1907.
- La carriera dell'umanità: (maggiori guadagni con minor lavoro), Milano, Edizioni Hallesint, 1910.
- La separazione dell'economia dallo Stato, Roma, Tip. Nazionale di G. Bertero e C., 1916.
- Fondamenti di legislazione economica applicata (all'infuori e al di sopra dei governi politici): riassunto, Roma, Associazione sociologica, 1917.
- Il governo dell'umanità: fondazione universale Hallesint, Roma, Hallesint Edizioni, 1920.
- La camera di commercio mondiale: struttura giuridica, missione, funzionamento, Roma, Hallesint-Edizioni d'Italia, 1923.
- L'hallesismo di A. M. Trucco: motivazioni e conclusioni del responso pronunciato dal primo collegio peritale italiano, Roma, Hallesint-Edizioni d'Italia, 1923.
- Sarò il creatore della grande ricchezza d'Italia?, Roma, S. A. Hallesint, 1927.
- La paura di arricchire, Roma, S. A. Hallesint, 1928.
- I proventi del regime fiscale apolitico, Roma, S. A. Hallesint, 1928.
- Arricchisci le nazioni ed arricchirai te stesso!, Roma, Ediz. Hallesint, 1929.
- Come diventare milionari entro mesi e senza nulla sborsare?, Roma, S. A. Hallesint, 1929.
- I lucri del progresso sociale, Roma, S. A. Hallesint, 1929.
- La via d'uscita contrattuale Contro la crisi mondiale, Roma, S. A. Hallesint, 1930.